# Fàrmac antireumàtic modificador de la malaltia
Els fàrmacs antireumàtics modificadors de la malaltia (FAMM) són una categoria de fàrmacs antireumàtics no farmacològicament relacionats que tenen la característica comuna d'induir la remissió o el control de l'artritis reumatoide (AR) i d'altres malalties autoimmunitàries.

## Classificació
Actualment es classifiquen, incloent els biofàrmacs:
| Grup                                | Fàrmac                                   | Nom comercial (Espanya)               | Mecanisme d'acció                              | Indicació                                               |
| Fàrmacs sintètics                   | Fàrmacs sintètics                        | Fàrmacs sintètics                     | Fàrmacs sintètics                              | Fàrmacs sintètics                                       |
| ----------------------------------- | ---------------------------------------- | ------------------------------------- | ---------------------------------------------- | ------------------------------------------------------- |
| Tradicionals                        |                                          |                                       |                                                |                                                         |
|                                     | Sulfasalazina                            | Salazopyrina                          | poc conegut                                    | AR, espondiloartropaties perifèriques                   |
| Antimalàrics                        | Hidroxicloroquina                        | Dolquine                              | Anti-fosfolipasa A2                            | LES, AR (en teràpia combinada), S. Sjögren              |
| Antimalàrics                        | Cloroquina                               | Resochin                              | Anti-TLR 9                                     | LES, AR (en teràpia combinada), S. Sjögren              |
| Sals d'or                           | Aurotiomalat sòdic Aurotioglucosa sòdica |                                       | varis punts                                    | AR                                                      |
| Immunosupressors                    | Azatioprina                              | Imurel                                | Inhibició purines                              | LES, Vs sistèmiques                                     |
| Immunosupressors                    | Ciclofosfamida                           | Genoxal                               | Modulació cèl·lules T                          | Afectació visceral en LES, Vs i altres connectivopaties |
| Immunosupressors                    | Ciclosporina                             | Sandimmun, Ciqorin, Ikervis           | Inhibició calcineurina → Depressor cèl·lules T | AR, AP, uveïtis del Behçet, Vs ANCA+                    |
| Immunosupressors                    | Tacrolimús                               | Advagraf, Prograf, ..., EFG           | Inhibició calcineurina → Depressor cèl·lules T | AR, AP, uveïtis del Behçet, Vs ANCA+                    |
| Immunosupressors                    | Leflunomida                              | Arava, EFG                            | Inhibició DHODH                                | AR, AP                                                  |
| Immunosupressors                    | Metotrexat                               | Metoject, Glofer, ..., EFG            | varis punts                                    | AR, AIJ, AP                                             |
| Immunosupressors                    | Micofenolat de mofetil                   | Cellcept, EFG                         | Inhibició IMPDH                                | GMN lúpica, Vs ANCA+                                    |
| Petites molècules                   |                                          |                                       |                                                |                                                         |
| Proteïnes tirosina-cinases (-tinib) | Tofacitinib                              | Xeljanz                               | Anti-JAK1 i JAK3                               | AR, AP                                                  |
| Proteïnes tirosina-cinases (-tinib) | Baricitinib                              | Olumiant                              | Anti-JAK1 i JAK2                               | AR                                                      |
| Immunosupressors selectius          | Apremilast                               | Otezla                                | Anti-TNF-α                                     | AP                                                      |
| Fàrmacs biològics                   |                                          |                                       |                                                |                                                         |
| Ac quimèric (-ximab)                | Infliximab                               | Remicade, Remsima, Inflectra, Flixabi | Anti-TNF-α                                     | AP, EA, AR                                              |
| Ac quimèric (-ximab)                | Rituximab                                | Mabthera, Truxima                     | Anti-CD20                                      | AR                                                      |
| Ac humanitzat (-zumab)              | Certolizumab                             | Cimzia                                | Anti-TNF-α                                     | AR, AP, EA                                              |
| Ac humanitzat (-zumab)              | Tocilizumab                              | Roactemra                             | Anti-IL-6R                                     | AR, AIJ                                                 |
| Ac completament humà (-mumab)       | Adalimumab                               | Humira                                | Anti-TNF-α                                     | AR, AP, EA, AIJ                                         |
| Ac completament humà (-mumab)       | Golimumab                                | Simponi                               | Anti-TNF-α                                     | AR, AP, EA                                              |
| Ac completament humà (-mumab)       | Belimumab                                | Benlysta                              | Anti-BAFF                                      | LES                                                     |
| Proteïnes de fusió (-cept)          | Abatacept                                | Orencia                               | Anti-CD80 i CD86                               | AR, AP, AIJ                                             |
| Proteïnes de fusió (-cept)          | Etanercept                               | Enbrel, Benepali, Erelzi              | Anti-TNF-α                                     | AR, AIJ, AP, EA                                         |

Abreviacions: AIJ: Artritis idiopàtica juvenil; AP: Artritis psoriàsica; AR: Artritis reumatoide; EA: Espondilitis anquilosant; GMN: Glomerulonefritis; LES: Lupus eritematós sistèmic; Vs: Vasculitis.